# Pérignat-sur-Allier

Pérignat-sur-Allier este o comună în departamentul Puy-de-Dôme, Franța. În 1 ianuarie 2022 avea o populație de 1.492 de locuitori.